# Leaf Group
Leaf Group, ehemals Demand Media ist ein Internet-Unternehmen mit Sitz im kalifornischen Santa Monica, das vor allem für seine Content Farm eHow bekannt ist. Gegründet wurde es im Mai 2006 und wird seit Januar 2011 an der New York Stock Exchange gehandelt. Bis dahin hatte das Unternehmen noch niemals einen Gewinn erwirtschaftet.

## Geschichte
Richard Rosenblatt, der zuvor als Chairman des sozialen Netzwerks MySpace tätig war, und Shawn Colo riefen Demand Media im Mai 2006 ins Leben. Das Unternehmen warb mehrere Millionen US-Dollar an Venture Capital ein, unter anderem von der Investmentbank Goldman Sachs. Anschließend entwickelte sich Demand Media zu einer Holding, die gezielt wachstumsstarke Unternehmen der Internetbranche kaufte, darunter eHow und eNom.
Anfang 2011 gab Demand Media bekannt, an die Börse gehen zu wollen, der IPO sollte zunächst nur ein Volumen von insgesamt 138 Millionen US-Dollar haben. Am ersten Handelstag stieg der Aktienkurs um 33 Prozent, sodass Demand Media mit etwa einer Milliarde US-Dollar bewertet wurde. Demand Media betonte in seinen Erklärungen an die Börsenaufsicht SEC, dass eine Herabstufung durch Google ein großes Risiko für den Erfolg des Unternehmens darstelle. Diese wurde im April 2011, also etwa drei Monate nach dem Börsengang, erstmals in größerem Umfang bemerkbar.
Das Domaingeschäft wurde in die Firma Rightside Group, Ltd. ausgegliedert, diese wurde von Donuts Inc übernommen.

## Bedeutung
eHow ist mit mehr als zwei Millionen Artikel nach offiziellen Angaben die derzeit umfassendste Plattform für Anleitungen rund um den täglichen Bedarf, insbesondere Haus- und Familienarbeit und Heimwerken. Neben Mahalo und WikiHow zählt es zu den größten Content Farmen, deren Reichweite die Suchmaschine Google mit dem Update Google Panda Mitte 2011 gezielt beschnitten hat. Obwohl keine offiziellen Informationen über die Reichweite vorliegen, erzielte eHow global den 203. Platz in der Auswertung von Alexa Internet.
Demand Media hat mit eNom zu den drei größten Domain-Name-Registraren weltweit gezählt, vor Tucows und nach GoDaddy. Im Mai 2010 lag die Zahl der registrierten Domains bei etwa 9,3 Millionen Adressen. Mit der Übernahme von Name.com stieg dieser Wert um etwa 1,5 Millionen Domains weiter an. Außerdem wurde bekannt, dass Demand Media zu den größten Bewerbern um neue Top-Level-Domains zählt: Insgesamt bewarb sich eNom selbst oder als technischer Dienstleister in Kooperation mit einem anderen Registrar um 334 Endungen und lag damit vor Afilias, Verisign und anderen Interessenten.

## Kritik
Im Vorfeld des Markteintritts im deutschsprachigen Raum wurde Demand Media vorgeworfen, massenhaft qualitativ mangelhafte Inhalte bereitzustellen. Mit eHow betreibe man „Journalismus von der Resterampe“, der keine wertvollen Inhalte liefern könne. Da diese gezielt für die Verbreitung von Werbung produziert würden, sei das Geschäftsmodell geradezu grotesk, so ein anderer Vorwurf. Demand Media betonte aufgrund der Kritik allerdings, man betrachte seine Plattformen selbst überhaupt nicht als journalistisches Werk.
Die Tochtergesellschaft eNom geriet im Herbst 2004 in die Kritik, nachdem massenhaft .info-Domains registriert wurden, sodass letztendlich sogar das technische Backend abgeschaltet werden musste. Grund war eine Aktion der Domain-Name-Registry Afilias, im Rahmen dessen jede Person bis zu 25 .info-Domains ein Jahr lang kostenlos anmelden konnte. eNom nutzte diesen Weg aus, um .info-Domains zu registrieren, die mit bestehenden .com-Adressen identisch sind. Diese wurden anschließend dem jeweiligen Inhaber zum Kauf angeboten.
Eine weitere Tochtergesellschaft ist United TLD Holdco Ltd. registriert auf den Cayman-Inseln. Diese Firma hat sich für eine Reihe von Top-Level-Domains beworben wie. Z.B. .army, .navy. oder auch .republican.